# Азуга (Прахова)
Азуга (рум. Azuga) јесте насеље у Румунији у округу Прахова у општини Азуга. Oпштина се налази на надморској висини од 1058 m.

## Становништво
Према подацима из 2002. године у насељу је живело 5213 становника.

### Попис2002.
| Расподела становништва по националности 2002.‍ | Расподела становништва по националности 2002.‍ | Расподела становништва по националности 2002.‍ | Расподела становништва по националности 2002.‍ | Расподела становништва по националности 2002.‍ |
| --------------------------------------------- | --------------------------------------------- | --------------------------------------------- | --------------------------------------------- | --------------------------------------------- |
|                                               |                                               |                                               |                                               |                                               |
| Румуни                                        | Румуни                                        |                                               | 5.128                                         | 98,5%                                         |
| Мађари                                        | Мађари                                        |                                               | 40                                            | 0,8%                                          |
| Роми                                          | Роми                                          |                                               | 21                                            | 0,4%                                          |
| Немци                                         | Немци                                         |                                               | 19                                            | 0,4%                                          |